# Rupertinum

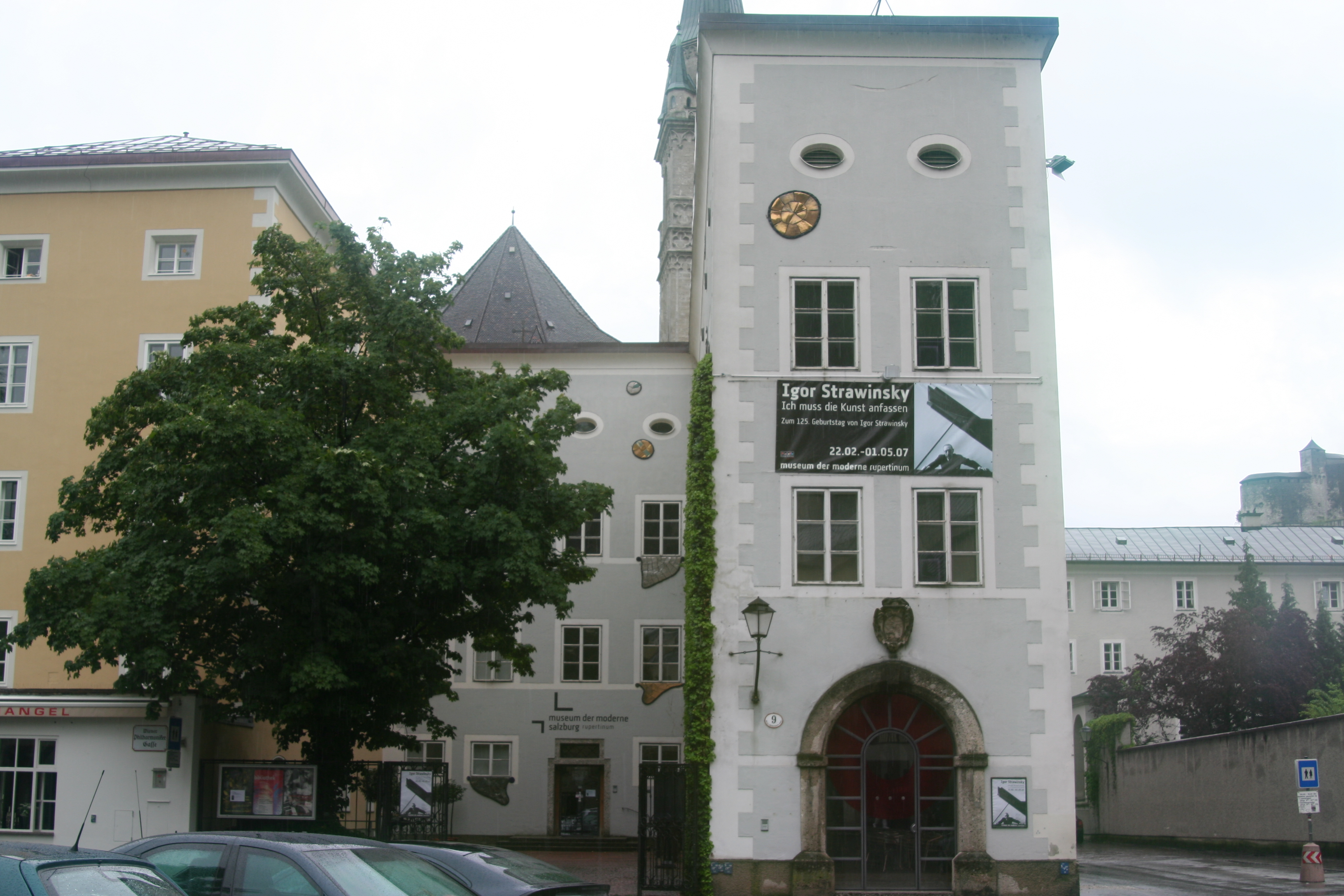
Rupertinum (2007)

Das Rupertinum ist eine Sammlung moderner und zeitgenössischer Kunst in der Salzburger Altstadt und wurde 2004 ein Teil des Museums der Moderne Salzburg.

## Gebäude
Im Zuge der Widmung als Museum wurde Friedensreich Hundertwasser beauftragt, die Fassade zu gestalten. Dabei entstanden 1982 – unter anderem – bei einigen Fenstern die sogenannten Zungenbärte-Fassadenapplilkationen. Wegen des Widerstandes dagegen wurden diese entfernt, jedoch nach einer Gewöhnungsphase, im Zuge einer Ausstellung zu Friedrich Hundertwasser im Jahre 1987 neuerlich am Rupertinum montiert.

## Baugeschichte
Das Gebäude ist in der Wiener Philharmoniker Gasse 9 mitten im Herzen der Salzburger Altstadt gelegen und wurde erstmals im Jahr 1350 erwähnt. Sein frühbarockes Aussehen erhielt es unter Erzbischof Paris Lodron 1633. Es diente in seiner Geschichte immer Ausbildungszwecken, egal ob Priester oder Beamte, zuletzt war es bis 1974 ein Studenten- und Schülerheim. 1983 wurde das Rupertinum als Salzburger Museum für moderne Kunst und Graphische Sammlung der Öffentlichkeit gewidmet. Der Gründungsdirektor, Otto Breicha, integrierte am Haus auch die Österreichische Fotogalerie als bedeutendste Sammlung zeitgenössischer österreichischer Fotografie. Die Idee zur Gründung eines Museums für moderne Kunst und der Sammlung geht auf die Initiative des Salzburger Kunsthändlers Friedrich Welz zurück, der einen großen Teil seiner privaten Sammlung dem Land Salzburg übereignete. Durch seine persönliche Freundschaft mit Oskar Kokoschka gelangte so ein beträchtliches Konvolut von Arbeiten des großen österreichischen Expressionisten in die Sammlung Rupertinum.

## Sammlungen
Das Museum umfasst die Graphische Sammlung, die Moderne Galerie mit Wechselausstellungen und die Österreichische Fotogalerie.